# Kashmir (Schiff, 1939)
HMS Kashmir (F12) war ein Zerstörer der J- und K-Klasse der Royal Navy. Das bei Thornycroft in Woolston bei Southampton gebaute Schiff wurde 1937 begonnen und kam im Oktober 1939 kurz nach dem Kriegsbeginn in den Dienst der Royal Navy. Im Zweiten Weltkrieg wurde das Schiff mit den Battle Honours North Sea 1939, Mediterranean 1941 und Crete 1941 ausgezeichnet.
Der Zerstörer wurde am 23. Mai 1941 südlich von Kreta durch deutsche Sturzkampfbomber versenkt, die beim selben Angriff auch das Schwesterschiff Kelly versenkten. Die Kipling, die durch einen Ruderschaden den Anschluss zu den Schwesterschiffen verloren hatte, konnte 159 Überlebende der Kashmir bergen.

## Geschichte
Die Kashmir wurde im Oktober 1937 bei Thornycroft auf Kiel gelegt und sollte den Namen Javelin erhalten. Da mit einer zeitgerechten Fertigstellung des Zerstörers nicht gerechnet wurde, tauschte sie mit dem zweiten (K-)Auftrag bei John Brown & Co. den Namen, so dass Brown zwei Einheiten der J- und Thornycroft zwei der K-Klasse fertigten, die ja weitgehend baugleich waren. Als erstes nach dem britischen Protektorat Kaschmir im Himalaya benanntes Schiff der Royal Navy wurde der Zerstörer am 4. April 1939 vom Stapel gelassen und am 26. Oktober 1939 in Dienst gestellt.

### Einsätze
Nach der Indienststellung wurde die Kashmir der 5. Zerstörerflottille bei der Home Fleet in Scapa Flow zugeteilt. Eingesetzt wurden die Zerstörer zur Sicherung von Geleitzügen in der Nordsee und im Bereich der North Western Approaches oder zur Suche nach deutschen U-Booten und deutschen Handelsschiffen, die versuchten, ihre Heimat zu erreichen.
Zusammen mit den Zerstörern Kingston und Icarus griff die Kashmir das deutsche U-Boot U 35 am 29. November 1939 in der Nordsee östlich der Shetlandinseln mit Wasserbomben an und zwang es zum Auftauchen. Ohne Möglichkeit zum Entkommen befahl der deutsche Kommandant die Selbstversenkung auf der Position 60° 53′ N, 2° 47′ O. Die gesamte Besatzung wurde durch die britischen Zerstörer aufgenommen und ging in Kriegsgefangenschaft.
Am Abend des 7. April 1940 lief die britische Home Fleet mit zwei Schlachtschiffen, einem Schlachtkreuzer, zwei Leichten Kreuzern und zehn Zerstörern aus Scapa in die Shetland-Norwegen-Enge, gefolgt von einem französischen Kreuzer mit zwei Großzerstörern, um eine deutsche Besetzung Norwegens zu unterbinden. Den britischen Zerstörerverband bildeten fünf Einheiten der Tribal-Klasse sowie die Kashmir mit ihren Schwesterschiffen Kimberley, Kelvin, Jaguar und Jupiter. Der Verband stach zu spät in See, um die primären Ziele des deutschen Unternehmens Weserübung verhindern zu können. Die britischen Suchverbände wurden noch erheblich verstärkt und mehrfach neu zusammengestellt. Am 9. wurde die Kashmir schwer beschädigt, als sie bei einer Sicherungsaufgabe von der Kelvin gerammt wurde. Wegen des Totalausfalls der Ruderanlage musste sie von der Cossack nach Scapa Flow zurückgeschleppt werden. Die am Bug erheblich beschädigte Kelvin musste bis Lerwick rückwärtslaufen, um weitere Schäden zu verhindern. Gesichert wurden die beiden Havaristen und der schleppende Zerstörer bis dort von der Zulu. Beide Havaristen wurden schließlich zur Reparatur zum Tyne geschleppt. Mitte April begann die Reparatur der Kashmir bei Swan Hunter.
 Während der Reparatur des Zerstörers änderte sich die Kennung der J- und K-Klasse von F auf G und wurden alle in der Heimat verbliebenen Einheiten der „5th Destroyer Flotilla“ zugeteilt. Einige im Mai ins Mittelmeer verlegte Einheiten kamen zur neugebildeten „14th Destroyer Flotilla“ bei der Mediterranean Fleet, auch wenn einige wegen des Einsatzes gegen Italienisch-Ostafrika der East Indies Station unterstellt wurden (siehe Khartoum). Erst am 17. Juni 1940 war die Kashmir wieder einsatzbereit und stand der inzwischen in Immingham stationierten Flottille wieder zur Verfügung, die dann im September nach Plymouth verlegte, um für die Abwehr etwaiger Aktivitäten deutscher Zerstörer zur Verfügung zu stehen. Die Kriegsmarine hatte inzwischen fünf Zerstörer in das eroberte Brest verlegt.
Am 11. Oktober 1940 lief die Kashmir zusammen mit ihren Schwesterschiffen, den Zerstörern Javelin, Jupiter, Kelvin, Kipling, Jackal und Jaguar, aus Plymouth aus, um das Schlachtschiff Revenge bei der Beschießung des im Juli von deutschen Truppen besetzten französischen Hafens Cherbourg zu unterstützen. Am 20. Oktober patrouillierte die Kashmir zusammen mit der Jaguar, der Broke und dem polnischen Zerstörer Błyskawica im Ärmelkanal. Dabei wurden vier deutsche Zerstörer gesichtet. Bei der Annäherung der Alliierten drehten die deutschen Boote ab und kehrten zu ihrer Basis zurück. Die Verfolgung blieb erfolglos.

An drei weiteren Treffen mit den deutschen Zerstörern war die Kashmir beteiligt. In der Nacht zum 18. Oktober hatten die Briten frühzeitig das Auslaufen von fünf deutschen Zerstörern festgestellt, die laufenden Geleitzüge gestoppt und einen Verband mit den Kreuzern Newcastle und Emerald sowie den Zerstörern Jackal unter Captain Louis Mountbatten, Jupiter, Kipling, Kelvin und Kashmir gegen den deutschen Vorstoß angesetzt. Die Briten fanden die vier deutschen Zerstörer Hans Lody, Karl Galster, Friedrich Ihn und Erich Steinbrinck (Theodor Riedel war wegen eines Kesselschadens frühzeitig umkehrt) und eröffneten das Feuer auf maximaler Distanz, konnten aber den Deutschen nicht folgen, die nach dem Abschuss einer Torpedosalve ohne Treffer abdrehten. Am 2. November suchte ein britischer Verband mit Newcastle und Nigeria sowie den Zerstörern Jersey, Jackal, Jaguar, Jupiter und Kashmir vergeblich die in See befindlichen deutschen Zerstörer, die vor der Ortung wieder nach Brest zurückliefen.

In der Nacht zum 29. November konnten Karl Galster, Hans Lody und Richard Beitzen unter dem F.d.Z. Erich Bey vor Plymouth vier leichte alliierte Einheiten versenken oder beschädigen, bevor die „5th Flotilla“ unter Mountbatten mit Javelin, Jupiter, Jackal, Jersey und Kashmir eingreifen konnte. Der britische Führungszerstörer Javelin erhielt vorn und achtern Torpedotreffer und verlor Bug und Heck. Die Briten brachen die Verfolgung ab, konnten aber die schwerstbeschädigte Javelin einbringen.

#### Einsätze im Mittelmeer
Ende April 1941 wurde die Kashmir mit ihren Schwesterschiffen Kelly, Kelvin, Kipling, Jersey und Jackal ins Mittelmeer nach Malta befohlen, wo sie Zerstörer der 14. Zerstörerflottille bei der Force K ablösten.
- siehe Kipling, Einsätze im Mittelmeer

### Das Ende derKashmir
Die Kashmir verlegte mit der Force K nach der deutschen Luftlandung auf Kreta (Unternehmen Merkur) dorthin, um deutsche Verstärkungen über See zu verhindern. In der Nacht zum 23. Mai beschoss sie mit Kipling und Kelly den von den Deutschen besetzten Flugplatz Maleme. Am 23. Mai 1941 wurde die Kashmir auf dem Rückmarsch nach Ägypten südlich von Kreta auf der Position 34° 40′ N, 24° 10′ O von deutschen Ju-87-Stukas der I./StG.2 angegriffen und versenkt. Die Kelly wurde beim selben Luftangriff versenkt.

Die Kipling, die durch einen Ruderschaden den Anschluss zu den Schwesterschiffen verloren hatte, konnte 159 Überlebende der Kashmir bergen und erreichte am 25. beschädigt Alexandria mit 279 Geretteten der beiden gesunkenen Schwesterschiffe.

## Bewaffnung
Die Bewaffnung bestand aus sechs 120-mm-Kanonen in Doppellafetten Mk.XII zum Einsatz gegen See- und Luftziele (zwei Türme vor der Brücke, der hintere in überhöhter Position; eine Lafette auf einer Plattform hinten). Als Flakbewaffnung besaß der Zerstörer ein 2-Pfünder-Vierlingsgeschütz Mk.VIII auf einer Plattform hinter dem Schornstein sowie zwei Vierfach-0,5-inch-(12,7-mm)-Fla-MGs. Zehn Torpedorohre in zwei Sätzen von je fünf Rohren und Wasserbomben komplettierten die Bewaffnung.
Die schlechte Verteidigungsfähigkeit der Klasse gegen Luftangriffe führte ab 1940 zum Austausch des hinteren Torpedorohr-Satzes gegen eine 102-mm-Mk.V-Flak. Später wurden auch die Vickers-FlaMGs durch vier einzelne Oerlikon-Maschinenkanonen ersetzt.